# Love on Myself
Love on Myself (englisch für „Liebe für mich“) ist ein Lied des deutschen DJs Felix Jaehn, in Kooperation mit dem britischen Popsänger Calum Scott.

## Entstehung und Artwork
Love on Myself wurde gemeinsam von Andrew Bullimore, Felix Jaehn, Vincent Kottkamp, Tom Mann und Josh Record geschrieben. Die Produktion erfolgte durch die Zusammenarbeit von Jaehn und Kottkamp, als Koproduzent unterstützte Mike Spencer die Produktion. Jaehn und Kottkamp zeichneten darüber hinaus für die Instrumentalisierung (Keyboard und Schlagzeug) sowie die Programmierung verantwortlich. Bei den meisten dieser Aufgaben wurde das Duo ebenfalls durch Spencer unterstützt, der ebenfalls das Schlagzeug einspielte, als zusätzlicher Keyboarder im Einsatz war und speziell für die Bass-Programmierung sich zuständig zeigte. Spencer übernahm des Weiteren in Eigenverantwortung die Abmischung des Stücks. Das Mastering erfolgte unter der Leitung des österreichischen Tontechnikers Nikodem Milewski. Als Toningenieure fungierten Cam Blackwood, Lorna Blackwood sowie Martin Hollis, wobei sich L. Blackwood nur für den Gesang verantwortlich zeigte.
Auf dem Cover der Single ist – neben Künstlernamen und Liedtitel am rechten Rand – Jaehn, zu sehen. Man sieht lediglich seinen Oberkörper, während sein Kopf leicht nach links geneigt ist und er mit seiner linken Hand an seiner Halskette zieht. Er trägt eine schwarze Jacke und ein T-Shirt in Regenbogenfarben darunter. Seine rechte Körperhälfte ist dabei wie ein Stück Papier weggerissen, anstatt der rechten fehlenden Körperhälfte sieht man eine Karikatur Jaehns, der auf einem Berggipfel sitzt. Über dem kompletten Coverbild sind des Weiteren Lavendelblüten und Schmetterlinge verteilt. Die Fotografie entstammt von Viktor Schanz.

## Veröffentlichung und Promotion
Die Erstveröffentlichung von Love on Myself erfolgte als Einzeldownload am 28. Juni 2019 durch das Musiklabel Virgin Records. Verlegt wurde das Lied durch Collaection und Warner/Chapell Music Publishing, als Sub-Verlag trat der Neue Welt Musikverlag in Erscheinung. Der Vertrieb erfolgte durch Universal Music.

## Hintergrund
In einem Interview mit den Stuttgarter Nachrichten verriet Jaehn, dass er Love on Myself bereits vor einem Jahr geschrieben habe und seit dem auf der Suche nach einem Sänger dafür gewesen sei. Einer der Gründe, warum seine Wahl dabei auf Calum Scott gefallen sei, war, dass dieser sich ebenfalls wie Jaehn im vergangenen Jahr als bisexuell geoutet habe. Jaehn sei es wichtig gewesen, dass es jemand sei, mit dem er sich auch identifizieren könne. Daher habe er sich „sehr gefreut“, dass Scott den Titel und deren Aussage gut fand und Lust hatte das Lied zu singen. Beim Videodreh in Berlin hätten sie sich erstmals getroffen, die Stimmung sei sofort super gewesen.

## Inhalt
Der Liedtext zu Love on Myself ist in englischer Sprache verfasst. Der Titel bedeutet ins Deutsche übersetzt so viel wie „Liebe für mich“. Die Musik und der Text wurden gemeinsam von Andrew Bullimore, Felix Jaehn, Vincent Kottkamp, Tom Mann und Josh Record geschrieben beziehungsweise komponiert. Musikalisch bewegt sich das Lied im Bereich des Deep House und Tropical House. Das Tempo beträgt 122 Schläge pro Minute. Aufgebaut ist das Lied auf drei Strophen, einer Bridge sowie einem Refrain. Das Lied beginnt mit der ersten Strophe, auf die eine Bridge sowie anschließend der Refrain folgt. Der gleiche Vorgang wiederholt sich mit der zweiten Strophe. Nach dem zweiten Refrain schließt sich die dritte Strophe an, ehe das Stück mit der sich wiederholenden Zeile „Hey, how you doing? Yeah, I hope you’re well – Love on myself“ (englisch für „Hey, wie geht es dir? Ja, ich hoffe dir geht es gut – Liebe für mich“) endet. Der Hauptgesang des Liedes stammt von Mann und Calum Scott, wobei Mann nicht als offizieller Gastsänger ausgewiesen wird. Im Hintergrund sind die Stimmen von Lorna Blackwood, Bullimore und Muntu zu hören. Jaehn wirkt lediglich als DJ an dem Stück mit.
Inhaltlich befasst sich das Lied mit den Themen „Selbstakzeptanz“ und „Selbstliebe“. Die wichtigste Aussage die das Lied transportieren soll ist, dass man sich zuerst selbst lieben müsse, bevor man andere lieben könne. Jaehn selbst beschrieb die Veröffentlichung des Titels mit den Worten, dass Love on Myself seine bislang persönlichste Veröffentlichung und ihm sehr wichtig sei. Er selbst zu sein fiel ihm immer ziemlich schwer und tue es manchmal immer noch, dass sei aber OK. Ihm ginge es zur Zeit richtig gut und er sei glücklich darüber, dass er die Kraft gefunden habe, in seiner Musik über seine Gefühle zu schreiben. Das sei der Anfang des zweiten Kapitels und er könne es kaum erwarten, endlich alle Lieder rauszubringen, an denen er seit der Veröffentlichung seines Debütalbums im vergangenen Jahr gearbeitet habe.
| “Love on myself. I need to put the love on myself. Before I give it to someone else, yeah. Love on myself. Love on myself.” – Refrain, Originalauszug | „Liebe für mich. Ich muss die Liebe für mich einsetzen. bevor ich sie an einen anderen vergebe, ja. Liebe für mich. Liebe für mich.“ – Refrain, Übersetzung |

## Musikvideo
Das Musikvideo zu Love on Myself wurde in Berlin gedreht und feierte am 15. Juli 2019 seine Premiere auf YouTube. Inhaltlich soll das Musikvideo die aktuelle, persönliche und musikalische Reise Jaehns widerspiegeln, in der er in das nächste Kapitel seiner musikalischen Karriere schreitet, die sich um echten künstlerischen Ausdruck und musikalische Integrität drehen soll. Das Video konzentriert sich sowohl auf Jaehn als auch auf Scott, wie sie sich „anmutig“ durch ein Lavendelfeld bewegen. Hierbei soll eine tiefe Verbindung zwischen den beiden Musikern und dem Zuschauer geschaffen werden, die die Zuschauer dazu ermutigen soll, den beiden zu folgen und sich Zeit zu nehmen, sich zu verstehen, zu akzeptieren und zu lieben. Bis Februar 2025 zählte das Musikvideo über 2,6 Millionen Aufrufe bei YouTube.

## Mitwirkende
| Liedproduktion - Cam Blackwood: Toningenieur - Lorna Blackwood: Begleitgesang, Toningenieur - Andrew Bullimore: Begleitgesang, Komponist, Liedtexter - Martin Hollis: Toningenieur - Felix Jaehn: Keyboard, Komponist, Liedtexter, Musikproduzent, Schlagzeug, Programmierung - Vincent Kottkamp: Keyboard, Komponist, Liedtexter, Musikproduzent, Programmierung - Tom Mann: Gesang, Komponist, Liedtexter - Nikodem Milewski: Mastering - Munto: Begleitgesang - Josh Record: Komponist, Liedtexter - Calum Scott: Gesang - Mike Spencer: Abmischung, Keyboard, Koproduzent, Schlagzeug, Programmierung (Bass) | Artwork - Viktor Schanz: Fotograf (Cover) Unternehmen - Collaection: Verlag - Neue Welt Musikverlag: Verlag - Universal Music: Vertrieb - Virgin Records: Musiklabel - Warner/Chapell Music Publishing: Verlag |

## Kommerzieller Erfolg

### Charts und Chartplatzierungen
Love on Myself erreichte nach seiner Veröffentlichung in Deutschland zunächst nur mehrere Wochen die Single-Trend-Charts. Erst Mitte August schaffte die Single den Sprung in die offiziellen Single Top 100 und erreichte dabei in zehn Chartwochen mit Position 58 seine höchste Notierung. Bereits im Juli schaffte die Single den Sprung in die deutschen Dancecharts und erreichte hierbei mit Position 14 seine höchste Chartnotierung. Darüber hinaus konnte sich die Single mehrere Wochen in den iTunes-Tagesauswertungen platzieren und erreichte mit Position 14 seine höchste Notierung am 14. August 2019. In Österreich und der Schweiz verfehlte Love on Myself den Einstieg in die offiziellen Hitparaden. In den deutschen Airplay-Jahrescharts erreichte die Single Rang 31.
Für Jaehn als Interpret ist dies, inklusive des Charterfolgs mit seinem Musikprojekt Eff, der 14. Charterfolg in Deutschland. Als Musikproduzent erreichte Jaehn hiermit zum 13. Mal die Charts in Deutschland, in seiner Autorentätigkeit zum zwölften Mal. Bullimore erreichte als Autor mit Love on Myself zum fünften Mal die deutschen Singlecharts. Für Record ist es nach Lullaby (Sigala & Paloma Faith) und Blah Blah Blah (Armin van Buuren) der dritte Autorenerfolg in Deutschland. Scott erreichte mit Love on Myself nach Dancing on My Own zum zweiten Mal die deutschen Singlecharts als Interpret. Für Kottkamp und Mann stellt Love on Myself den ersten Charterfolg in den deutschen Singlecharts dar.
| ChartsChartplatzierungen | Höchstplatzierung | Wochen |
| ------------------------ | ----------------- | ------ |
| Deutschland (GfK)        | 58 (10 Wo.)       | 10     |

### Auszeichnungen für Musikverkäufe
Obwohl es Love on Myself nicht in die hiesigen Charts schaffte, erreichte es im Juni 2023 Goldstatus für über 15.000 verkaufte Einheiten in Österreich.
| Land/Region       | Auszeichnungen für Musikverkäufe (Land/Region, Auszeichnung, Verkäufe) | Verkäufe |
| ----------------- | ---------------------------------------------------------------------- | -------- |
| Österreich (IFPI) | Gold                                                                   | 15.000   |
| Insgesamt         | 1× Gold ·                                                              | 15.000   |